# Finala Ligii Campionilor 2015
Finala Ligii Campionilor 2015 a fost meciul final și decisiv al Ligii Campionilor 2014-2015, cel de-al 60-lea sezon al celei mai bune competiții fotbalistice interclub ca valoare din Europa, organizată de UEFA, și al 23-lea de când a fost redenumită din Cupa Campionilor Europeni în Liga Campionilor UEFA. Meciul s-a jucat în data de 6 iunie 2015 pe stadionul Olympiastadion din Berlin, Germania, între partea italiană Juventus Torino și partea spaniolă FC Barcelona.
Barcelona a câștigat meciul, învingând Juventus cu 3-1 câștigând trofeul pentru a cincea oară. Barcelona deoarece a câștigat acest meci va juca cu câștigătoarea UEFA Europa League 2014-2015 în Supercupa Europei 2015. De asemenea s-a calificat direct în semifinalele Campionatului Mondial al Cluburilor FIFA 2015 ca reprezentanți UEFA. 

## Stadion

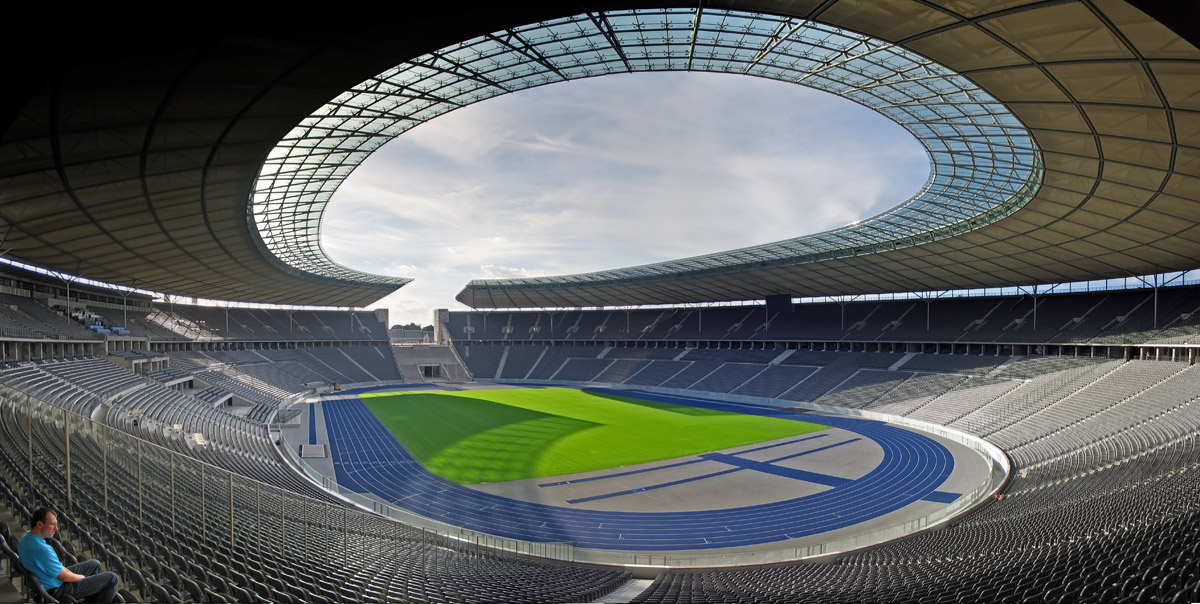
Stadionul Olimpic din Berlin a găzduit finala.

Stadionul Olimpic din Berlin a fost anunțat ca loc de disputare a finalei la întrunirea Comitetului Executiv UEFA de la Londra de pe 23 mai 2013. Aceasta va fi prima finală de Cupa Campionilor Europeni/Liga Campionilor UEFA găzduită de Berlin. 
Stadionul actual a fost contruit pentru Jocurile Olimpice de vară din 1936 în partea vestică a orașului. În timpul celui de-Al Doilea Război Mondial a suferit foarte puține daune.
Din 1985, stadionul a găzduit finale ale DFB-Pokal cât și ale turneului feminin Frauen DFB Pokal.

## Context
Aceasta va fi a opta finală a Cupei Campionilor Europeni/Liga Campionilor UEFA, atât pentru Juventus cât și pentru Barcelona. Juventus a câștigat două finale anterioare (1985, 1996) și a pierdut cinci (1973, 1983, 1997, 1998, 2003), în timp ce Barcelona a caștigat patru din finalele anterioare (1992, 2006, 2009, 2011) și a pierdut trei (1961, 1986, 1994). Barcelona, de asemenea, a jucat în șase finale ale Cupei Cupelor UEFA (câștigătoare în 1979, 1982, 1989, 1997, și a pierdut în 1969, 1991), în timp ce Juventus, de asemenea, a jucat într-o finală a Cupei Cupelor UEFA (câștigând în 1984) și patru finale ale Cupei UEFA (câștigătoare în 1977, 1990, 1993, și a pierdut în 1995).
Cele doua echipe s-au întâlnit de șase ori în competițiile de club UEFA, dar niciodată într-o finală. În cadrul întâlnirilor anterioare în competițiile de club UEFA, Barcelona a caștigat cu 2-1 la general în sferturile de finală ale Cupei Campionilor Europeni 1985-1986 și 3-2 la general în semifinalele Cupei Cupelor 1990-1991, în timp ce Juventus a câștigat cu 3-2 la general, în sferturile de finală ale Ligii Campionilor 2002-2003. De asemenea, au jucat în semifinala Cupei Latine din 1952, câștigată de Barcelona 4-2, și în a doua rundă din Cupa Orașelor Târguri 1970-1971, câștigată de Juventus 4-2 la general.
Similar cu Finala Ligii Campionilor 2010, ambele echipe pot face în continuare tripla câștigând campionatul, cupa internă și titlul Ligii Campionilor. Ar fi pentru prima dată pentru Juventus și a doua oară pentru Barcelona din sezonul 2008-09. Juventus s-a încoronat campioană a Serie A 2014-15 la 2 mai 2015, și a câștigat Finala Coppa Italia 2015 la 20 mai 2015. Barcelona s-a încoronat campioană La Liga 2014-15 la 17 mai 2015, și a câștigat Finala Copa del Rey 2015 pe 30 mai 2015.

## Drumul către finală
Pentru mai multe detalii despre acest subiect, vedeți Liga Campionilor 2014–15.
Nota: În toate rezultatele de mai jos, scorul finalistei este dat în primul rând (A: acasă; D: deplasare).
| \| Echipav • d • m \| MJ \| V \| E \| Î \| GM \| GP \| G \| Pct \| \| --------------- \| -- \| - \| - \| - \| -- \| -- \| --- \| --- \| \| Atlético Madrid \| 6 \| 4 \| 1 \| 1 \| 14 \| 3 \| +11 \| 13 \| \| Juventus \| 6 \| 3 \| 1 \| 2 \| 7 \| 4 \| +3 \| 10 \| \| Olympiacos \| 6 \| 3 \| 0 \| 3 \| 10 \| 13 \| −3 \| 9 \| \| Malmö \| 6 \| 1 \| 0 \| 5 \| 4 \| 15 \| −11 \| 3 \| |    |   |   |   |    |    |     |     |
| Echipa | MJ | V | E | Î | GM | GP | G   | Pct |
| Atlético Madrid | 6  | 4 | 1 | 1 | 14 | 3  | +11 | 13  |
| Juventus | 6  | 3 | 1 | 2 | 7  | 4  | +3  | 10  |
| Olympiacos | 6  | 3 | 0 | 3 | 10 | 13 | −3  | 9   |
| Malmö | 6  | 1 | 0 | 5 | 4  | 15 | −11 | 3   |

| Echipa          | MJ | V | E | Î | GM | GP | G   | Pct |
| --------------- | -- | - | - | - | -- | -- | --- | --- |
| Atlético Madrid | 6  | 4 | 1 | 1 | 14 | 3  | +11 | 13  |
| Juventus        | 6  | 3 | 1 | 2 | 7  | 4  | +3  | 10  |
| Olympiacos      | 6  | 3 | 0 | 3 | 10 | 13 | −3  | 9   |
| Malmö           | 6  | 1 | 0 | 5 | 4  | 15 | −11 | 3   |

| \| Echipav • d • m \| MJ \| V \| E \| Î \| GM \| GP \| G \| Pct \| \| --------------- \| -- \| - \| - \| - \| -- \| -- \| --- \| --- \| \| Barcelona \| 6 \| 5 \| 0 \| 1 \| 15 \| 5 \| +10 \| 15 \| \| PSG \| 6 \| 4 \| 1 \| 1 \| 10 \| 7 \| +3 \| 13 \| \| Ajax \| 6 \| 1 \| 2 \| 3 \| 8 \| 10 \| −2 \| 5 \| \| APOEL \| 6 \| 0 \| 1 \| 5 \| 1 \| 12 \| −11 \| 1 \| |    |   |   |   |    |    |     |     |
| Echipa | MJ | V | E | Î | GM | GP | G   | Pct |
| Barcelona | 6  | 5 | 0 | 1 | 15 | 5  | +10 | 15  |
| PSG | 6  | 4 | 1 | 1 | 10 | 7  | +3  | 13  |
| Ajax | 6  | 1 | 2 | 3 | 8  | 10 | −2  | 5   |
| APOEL | 6  | 0 | 1 | 5 | 1  | 12 | −11 | 1   |

| Echipa    | MJ | V | E | Î | GM | GP | G   | Pct |
| --------- | -- | - | - | - | -- | -- | --- | --- |
| Barcelona | 6  | 5 | 0 | 1 | 15 | 5  | +10 | 15  |
| PSG       | 6  | 4 | 1 | 1 | 10 | 7  | +3  | 13  |
| Ajax      | 6  | 1 | 2 | 3 | 8  | 10 | −2  | 5   |
| APOEL     | 6  | 0 | 1 | 5 | 1  | 12 | −11 | 1   |

## Ante-meci

### Ambasador

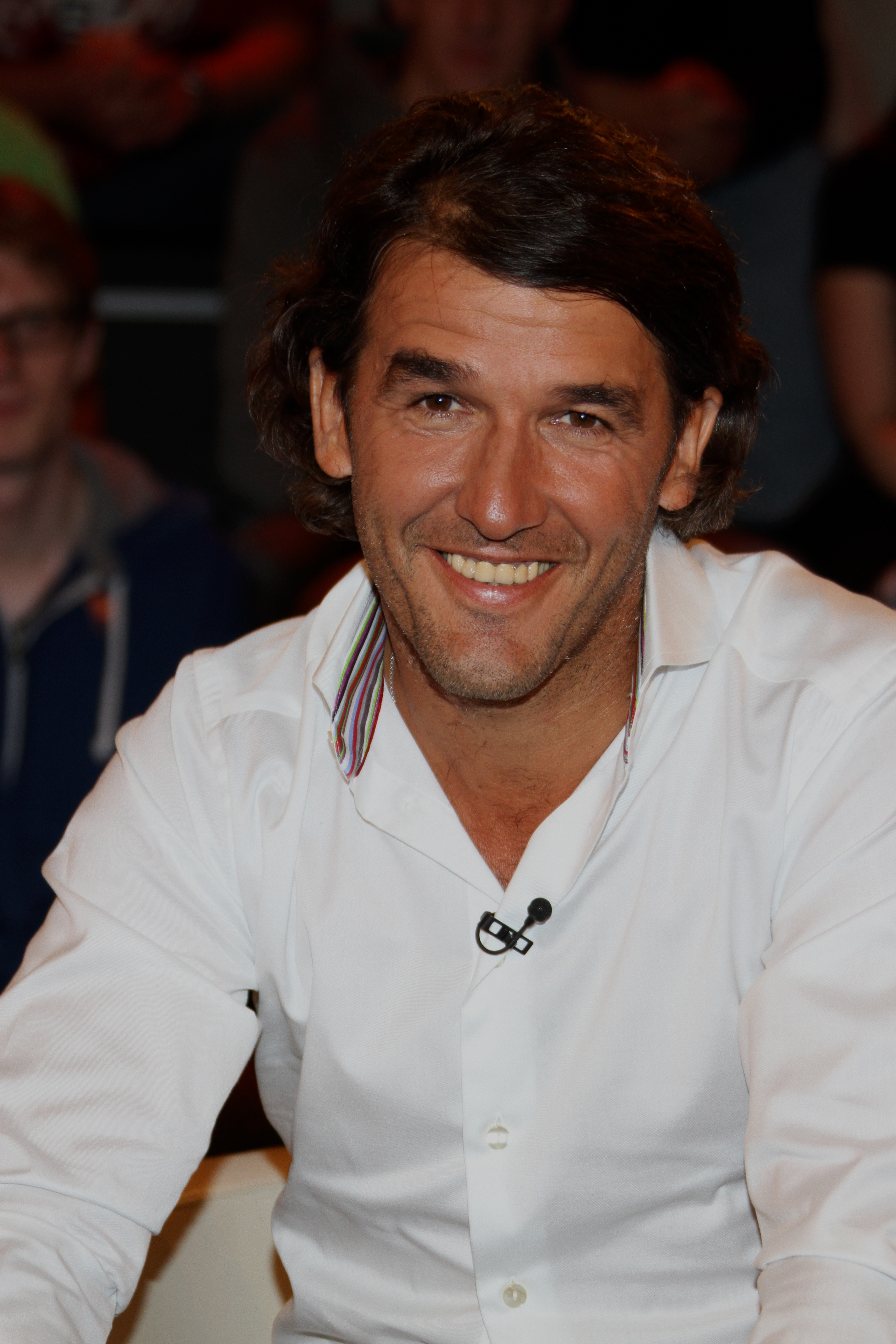
Karl-Heinz Riedle a fost numit ambasador al finalei.

Fostul internațional german Karl-Heinz Riedle, care a câștigat Liga Campionilor cu Borussia Dortmund în 1997, a fost numit ambasador pentru finală.

### Logo
UEFA a dezvăluit logo-ul finalei pe 29 august 2014. Îmbină imaginea stadionului cu cea a Porții Brandenburg.

### Bilete
Cu o capacitate de 70.500, un total de 46.000 de bilete au fost puse la dispoziția fanilor și publiculului larg, cele două echipe finaliste primind 20.000 de bilete fiecare, iar 6.000 de bilete sunt disponibile pentru vânzare pentru fanii din toată lumea prin UEFA.com 5-23 martie 2015, în patru categorii de prețuri:. €390, €280, €160 și €70. Restul de 24.500 de bilete au fost alocate sponsorilor și  oficialilor.

### Evenimente conexe
Finala Ligii Campionilor Feminin 2015 a avut loc pe 14 mai 2015 la Friedrich-Ludwig-Jahn-Sportpark în Berlin. Spre deosebire de ultimii ani, în care a avut loc Finala Ligii Feminine a Campionilor în aceeași săptămână ca și la masculin, cele două meciuri sunt separate de aproape o lună, deoarece Campionatul Mondial de Fotbal Feminin 2015 începe la începutul lunii iunie.
Festivalul Campionilor UEFA a avut loc între 4-7 iunie 2015 pe străzile de lângă Poarta Brandenburg.

## Meci

### Selecția echipelor
Fundașul lui Juventus Giorgio Chiellini nu va putea evolua în finala Ligii Campionilor, împotriva Barcelonei, din cauza unei leziuni musculare la piciorul stâng.	
Barcelona nu are accidentați înainte de finală.

### Detalii
| Juventus   | 1–3    | Barcelona                          |
| ---------- | ------ | ---------------------------------- |
| Morata 55' | Raport | Rakitić 4' Suárez 68' Neymar 90+7' |

| Juventus | Barcelona |

| P                    | 1  | Gianluigi Buffon (c) |     |     |
| FD                   | 26 | Stephan Lichtsteiner |     |     |
| FC                   | 15 | Andrea Barzagli      |     |     |
| FC                   | 19 | Leonardo Bonucci     |     |     |
| FS                   | 33 | Patrice Evra         |     | 89' |
| MD                   | 21 | Andrea Pirlo         |     |     |
| MD                   | 8  | Claudio Marchisio    |     |     |
| MS                   | 6  | Paul Pogba           | 41' |     |
| MO                   | 23 | Arturo Vidal         | 11' | 79' |
| AC                   | 10 | Carlos Tevez         |     |     |
| AC                   | 9  | Álvaro Morata        |     | 85' |
| Rezerve:             |    |                      |     |     |
| P                    | 30 | Marco Storari        |     |     |
| F                    | 5  | Angelo Ogbonna       |     |     |
| M                    | 11 | Kingsley Coman       |     | 89' |
| M                    | 20 | Simone Padoin        |     |     |
| M                    | 37 | Roberto Pereyra      |     | 79' |
| M                    | 27 | Stefano Sturaro      |     |     |
| A                    | 14 | Fernando Llorente    |     | 85' |
| Antrenor:            |    |                      |     |     |
| Massimiliano Allegri |    |                      |     |     |

| P            | 1  | Marc-André ter Stegen |     |       |
| FD           | 22 | Dani Alves            |     |       |
| FC           | 3  | Gerard Piqué          |     |       |
| FC           | 14 | Javier Mascherano     |     |       |
| FS           | 18 | Jordi Alba            |     |       |
| MD           | 4  | Ivan Rakitić          |     | 90+1' |
| MC           | 5  | Sergio Busquets       |     |       |
| MS           | 8  | Andrés Iniesta (c)    |     | 78'   |
| AD           | 10 | Lionel Pessi          |     |       |
| AC           | 9  | Luis Suárez           | 70' | 90+6' |
| AS           | 11 | Neymar                |     |       |
| Rezerve:     |    |                       |     |       |
| P            | 13 | Claudio Bravo         |     |       |
| F            | 15 | Marc Bartra           |     |       |
| F            | 21 | Adriano               |     |       |
| F            | 24 | Jérémy Mathieu        |     | 90+1' |
| M            | 6  | Xavi                  |     | 78'   |
| M            | 12 | Rafinha               |     |       |
| A            | 7  | Pedro                 |     | 90+6' |
| Antrenor:    |    |                       |     |       |
| Luis Enrique |    |                       |     |       |

| Omul meciului: Andrés Iniesta (Barcelona) Arbitrii asistenți: Bahattin Duran (Turcia) Tarık Ongun (Turcia) Arbitrul de rezervă: Jonas Eriksson (Suedia) Arbitrii asistenți adiționali: Hüseyin Göçek (Turcia) Barıș Șimșek (Turcia) Arbitru asistent de rezervă: Mustafa Emre Eyisoy (Turcia) | Regulile meciului - 90 minute. - 30 minute de prelungiri dacă este necesar. - Lovituri de departajare dacă scorul este egal. - Șapte rezerve numite, din care vor fi folosite doar trei. |

### Statistici
|                   | Juventus | Barcelona |
| ----------------- | -------- | --------- |
| Goluri marcate    | 0        | 1         |
| Total șuturi      | 5        | 8         |
| Șuturi pe poartă  | 1        | 4         |
| Apărate           | 3        | 1         |
| Posesia mingii    | 34%      | 66%       |
| Cornere           | 3        | 3         |
| Faulturi          | 15       | 4         |
| Offside-uri       | 0        | 0         |
| Cartonașe galbene | 2        | 0         |
| Cartonașe roșii   | 0        | 0         |

|                   | Juventus | Barcelona |
| ----------------- | -------- | --------- |
| Goluri marcate    | 1        | 2         |
| Total șuturi      | 9        | 10        |
| Șuturi pe poartă  | 5        | 4         |
| Apărate           | 2        | 4         |
| Posesia mingii    | 44%      | 56%       |
| Cornere           | 5        | 3         |
| Faulturi          | 9        | 8         |
| Offside-uri       | 1        | 0         |
| Cartonașe galbene | 0        | 1         |
| Cartonașe roșii   | 0        | 0         |

|                   | Juventus | Barcelona |
| ----------------- | -------- | --------- |
| Goluri marcate    | 1        | 3         |
| Total șuturi      | 14       | 18        |
| Șuturi pe poartă  | 6        | 8         |
| Apărate           | 5        | 5         |
| Posesia mingii    | 39%      | 61%       |
| Cornere           | 8        | 6         |
| Faulturi          | 24       | 12        |
| Offside-uri       | 1        | 0         |
| Cartonașe galbene | 2        | 1         |
| Cartonașe roșii   | 0        | 0         |